# For a Minor Reflection
For a Minor Reflection — пост-рок группа из Рейкьявика, Исландия. Дебютный альбом, который они спродюсировали сами, «Reistu þig við, sólin er komin á loft…» (что переводится как «Проснись и пой, солнце встает!») содержит шесть песен, длительностью около часа, которые были записаны за одни выходные. Пластинка, а также их энергичные живые выступления принесли им множество похвал. Музыканты из Sigur Rós пригласили их в европейский тур на 15 дат в ноябре 2008 года.

## Дискография
- Reistu þig við, sólin er komin á loft… (2007)
- Höldum í átt að óreiðu (2010)
- For a Minor Reflection E.P. (2011)
- Live at Iceland Airwaves (2013)